# 栄恵皇貴妃
栄恵皇貴妃（えいけいこうきひ、1856年9月6日 - 1933年5月18日）は、清の同治帝の側妃。満洲鑲藍旗の出身。姓はシリンギョロ（西林覚羅）氏。主事の羅霖の娘。
同治11年（1872年）、数え17歳のとき、3年ごとに紫禁城で行われる后妃選定面接試験「選秀女」を受けて合格した。同年9月、同治帝の後宮に入って「瑨貴人」となった。
光緒帝の即位後、瑨嬪に尊封された。光緒20年（1894年）、西太后の大寿（60歳）の祭典で瑨妃に尊封された。宣統帝（溥儀）の即位後、瑨貴妃に尊封された。
宣統帝の退位後、栄恵皇貴妃と尊称された。1924年10月に起きた北京政変の後、馮玉祥と孫岳は清室優待条件の一方的な修正を通達し、栄恵皇貴妃は宣統帝たちと共に紫禁城から退去させられた。
1933年5月18日に北京の麒麟碑胡同の邸宅で薨去した。恵陵の妃園寝に陪葬された。その後、溥儀により敦恵皇貴妃と諡された。

## 伝記資料
- 『清史稿』
- 『宣統事典』